# 安多艾恩
安多艾恩（西班牙語：Andoáin）是西班牙巴斯克自治区吉普斯夸省的一个市镇。总面积27平方公里，总人口13814人（2001年），人口密度512人/平方公里。